# Iara Iavelberg
Iara Iavelberg (São Paulo, 7 de maig de 1944 -Salvador, 20 d'agost de 1971) va ser una psicòloga i professora universitària brasilera, militant de l'Organització Revolucionària Marxista Política Obrera (POLOP) i del Moviment Revolucionari 8 d'Octubre (MR-8). Va ser una de les principals integrants de la lluita armada contra la dictadura militar brasilera.

## Biografia
Iara Iavelberg va néixer en una família jueva tradicional establerta al barri d'Ipiranga, a Säo Paulo. Tenia tres germans, Samuel, Rosa i Raúl. Va estudiar a l'escola israelista de Cambuci, a la capital paulista. Va contraure matrimoni per primera vegada als 16 anys amb el metge Samuel Halberkon, de qui es va divorciar tres anys més tard.
L'any 1963, va començar els seus estudis en la Facultat de Psicologia de la Universitat de Säo Paulo. Posteriorment va treballar com a professora ajudant en aquesta facultat. Es va interessar pels temes de les llibertats sexuals, el moviment feminista i altres temes relacionats amb el clima polític nacional, sempre des d'una postura contrària a la dictadura militar.
Iara va descobrir el marxisme a través del moviment estudiantil. Va conèixer Carlos Lamarca al 1962, a través d'un amic de la facultat, amb qui es va retrobar sis anys més tard. Amb aquest guerriller va iniciar una relació i, seguint els seus passos, es va mantenir al seu costat fins a la seva mort. Durant les mobilitzacions estudiantils de 1968, ja s'havia graduat, i es trobava treballant en la mateixa facultat, com una de les líders del moviment.
Va militar en diversos moviments o grups, durant un temps al costat de Dilma Rousseff que posteriorment es va convertir enpresident de Brasil. Va ser militant de l'Organització Revolucionària Marxista Política Obrera (POLOP), i va ingressar al Movimento Revolucionário 8 de Outubro (MR-8), pocs mesos abans de morir.
Va participar en els entrenaments de la guerrilla a la Vall de Ribeira, llavors a Säo Paulo, formant part de diverses accions armades que la van fer convertir-se en un dels blancs més cobejats per la repressió, fins al punt que el seu rostre va començar a ser empaperat per tot el país, en cartells de cerca.

## Mort i exhumació
Iara va morir el 20 d'agost de 1971, segons la versió oficial, als 27 anys, en circumstàncies encara ara no esclarides, en un confús episodi de persecució per part de la policia en un apartament de la ciutat de Salvador. En el certificat de defunció del forense, hi havia un signe d'interrogació en la paraula suïcidi.
L'any 1998, la família de Iara va començar una batalla judicial contra l'Estat per sol·licitar l'exhumació del cos, amb la intenció d'investigar les causes de la seva mort. L'any 2003, un informe forense va determinar que el tret mortal de Iara va ser disparat des d'una llarga distància, descartant la hipòtesi del suïcidi. Així, les restes mortals de Iara van poder, més de trenta anys després, ser mogudes de l'ala dels morts per suïcidi, on havien estat enterrades, al panteó dels seus pares, en una altra zona del cementiri jueu.

## Homenatges
L'edifici de la facultat de Psicologia de la Universitat de São Paulo porta el seu nom. El seu nom també està present en una plaça al barri de Bangu, a la ciutat de Rio de Janeiro i una altra al barri de Pirituba, a la ciutat de São Paulo.
L'any 1992 la periodista Judith Lieblich Patarra va presentar el llibre "Iara: Reportatge Biogràfic", que narra la trajectòria de militància de Iara Iavelberg.

L'any 2014 es va estrenar la pel·lícula-documental En Búsqueda de Iara, escrita i produïda per la seva neboda, Mariana Pamplona.